# Eumir Deodato
Eumir Deodato de Almeida (Rio de Janeiro, 22 giugno 1943) è un pianista, compositore, produttore discografico e arrangiatore brasiliano di origini italiane e portoghesi.
Premiato con il Grammy Award, è principalmente impegnato nel genere jazz ma storicamente conosciuto per eclettiche fusioni tra big band e gruppi jazz con diversi membri della scena pop, rock, R&B/funk, Latina brasiliana, e musica sinfonica o d'orchestra. Il suo successo come artista originale (alle tastiere) si realizzò negli anni settanta. Da allora, ha prodotto più di 500 album per artisti che spaziano dai Kool and the Gang a Björk e k.d. lang.

## Biografia

### Brasile
Deodato nasce da genitori italo-portoghesi. È un musicista autodidatta, inizia con la fisarmonica all'età di dodici anni ma rapidamente raggiunge abilità strumentali ed orchestrali che culminano nella sua prima sessione di registrazione a diciassette anni. Inizialmente pianista ed arrangiatore nella scena bossa nova di Rio, cresce rapidamente e, insieme ad altri musicisti brasiliani durante la dittatura militare nel paese, si trasferisce a New York, lavorando con il compositore Luiz Bonfá e più tardi con il produttore Creed Taylor come arrangiatore.

### Carriera discografica
Il suo primo album negli Stati Uniti, Prelude, uscito nel 1973, è nello stile da big band del Latin jazz che attrae immediatamente un vasto pubblico. La sua versione funk del Così Parlò Zarathustra di Richard Strauss vince il Grammy Award for Best Pop Instrumental Performance nel 1974 e si piazza al secondo posto nelle classifiche pop degli USA, al terzo posto in Canada, e al settimo nel Regno Unito. Viene usata successivamente nel film del 1979 Oltre il giardino, con Peter Sellers e Shirley Maclaine. Esiste anche una cover estesa che la rock band Phish esegue dal vivo, ed è inclusa in diversi dischi live del gruppo.
Il suo secondo album, Deodato 2, malgrado abbia lo stesso stile e qualità, non raggiunge le vendite che ci si attendeva, e praticamente porta al fallimento dell'etichetta discografica CTI. Rhapsody in Blue raggiunge il n.48 in Canada nel 1973. Ancora nel 2011 è la sigla di Vatican Radio.
Le registrazioni a inizio carriera vedevano la partecipazione del chitarrista John Tropea e del flautista jazz fusion Hubert Laws.
Deodato continua a registrare fino alla fine degli anni ottanta con l'etichetta Warner Bros., ma non raggiunge mai il livello dei suoi primi successi, sebbene due singoli, SOS, Fire in the Sky e Are You for Real (tratti dall'album Motion), entrino nella Top 20 Billboard Dance Hits nel 1985.
Due delle sue canzoni, Latin Flute e Super Strut sono contenute nel videogioco Grand Theft Auto: Vice City, e nella relativa colonna sonora, intitolata Grand Theft Auto: Vice City, Vol. 7 - Radio Espantoso.
Nel 2007 canta il brano Conmigo (versione brasiliana della celebre colonna sonora di Metti, una sera a cena) assieme a Daniela Mercury, contenuto nell'album We All Love Ennio Morricone.

### Produttore e arrangiatore
Deodato è conosciuto come produttore e arrangiatore sin dagli anni sessanta.  In tutto, ha lavorato su più di 500 album, quindici dei quali hanno raggiunto il disco di platino.  La sua abilità di arrangiatore gli ha aperto le porte dell'industria discografica statunitense, arrangiato hit per Wes Montgomery, per la cantante brasiliana Astrud Gilberto, e per Frank Sinatra, queste ultime uscite sul lato "Bossa Nova" del LP di Sinatra del 1971 Sinatra & Company.  Altre collaborazioni includono la produzione di vari dischi per i Kool and the Gang nei primi anni ottanta, il primo album solista di Kevin Rowland dei Dexys Midnight Runners nel 1988 e orchestrazioni per Björk sul suo album del 1997 Homogenic. Deodato aveva precedentemente lavorato sulla canzone di Björk "Isobel", creando un mix che uscì più tardi sull'album Telegram, prodotto da Björk, Nellee Hooper, Tricky, Howie B. e Deodato.
Nel 2007 Deodato ha co-prodotto il singolo intitolato Paris, Tokyo che si trova sull'album Lupe Fiasco's The Cool. 
Ha anche composto musiche per alcuni film.
Nel 2007 ha registrato un live album a Rio chiamato Eumir Deodato Trio – ao vivo no Rio (Eumir Deodato Trio, Live a Rio).
Nel 2010 esce il suo cd The Crossing, prodotto da 
Nicolosi Productions con la partecipazione di Al Jarreau, John Tropea, Billy Cobham, Airto Moreira, Paco Sery e Londonbeat.
Nello stesso anno suona e collabora con Riccardo Dalli Cardillo per la realizzazione dell'album Oasis della cantante tedesca Marita Pauli.
Nel 2014, ha arrangiato le architetture sonore del quinto album della cantautrice italiana Chiara Civello, intitolato Canzoni. La Band Europea di Eumir Deodato è E.G.D., acronimo di Euro Groove Department, composta da Marco Maggiore alla batteria, Daniele Gregolin alla chitarra, Giorgio Palombino alle percussioni, e Piero Orsini al basso.
Nel 2018 ha arrangiato il brano Clouds of March scritto da Valerio Romeo ed inserito nell'album "The first"  di Riccardo Dalli Cardillo.

## Vita privata
Ha una figlia, Kennya Deodato, che è sposata con l'attore statunitense Stephen Baldwin. Da questo matrimonio è nata Hailey Baldwin, sentimentalmente legata a Justin Bieber.

## Discografia

### Album
- 1964 - Inútil Paisagem
- 1972 - Percepção
- 1973 - Prelude
- 1973 - Deodato 2
- 1973 - Deodato/Donato (Con João Donato)
- 1974 - Whirlwinds
- 1974 - Deodato/Airto in Concert
- 1974 - Artistry
- 1975 - First Cuckoo
- 1975 - Deodato Caravan
- 1976 - Very Together
- 1977 - 2001
- 1978 - Love Island
- 1979 - Knights of Fantasy
- 1980 - Night Cruiser
- 1982 - Happy Hour
- 1985 - Motion
- 1989 - Somewhere Out There
- 1999 - Rio Strut
- 2000 - Bossa Nova Soundtrack
- 2002 - Summer Samba
- 2007 - Eumir Deodato Trio - ao vivo no Rio (Eumir Deodato Trio, Live a Rio)
- 2010 - The Crossing

### Singoli
- Also Sprach Zarathustra (2001) / Spirit of Summer - Al numero 7 della UK Singles Chart
- Rhapsody In Blue / Super Strut
- Do It Again (live) / Branches (live) (il lato B è di Airto)
- Moonlight Serenade / Havana Strut
- Theme from Peter Gunn / Amani
- Watusi Strut / Watusi Strut (disco version)
- Uncle Funk / Whistle Stop
- Fire in the Sky / East Side Strut (1984)
- Night Cruiser
- Double Face. feat Al Jarreau

## Curiosità
- Due delle sue canzoni, Latin Flute e Super Strut sono contenute nel videogioco Grand Theft Auto: Vice City, e nella relativa colonna sonora, intitolata Grand Theft Auto: Vice City, Vol. 7 - Radio Espantoso.
- La canzone Tonight dei Kleeer, presente nel videogioco Grand Theft Auto V, è da lui prodotta.